# Bavory
Bavory (en allemand : Pardorf) est une commune du district de Břeclav, dans la région de Moravie-du-Sud, en République tchèque. Sa population s'élevait à 407 habitants en 2020.

## Géographie
Bavory se trouve à 22 km au nord-ouest de Břeclav, à 41 km au sud de Brno et à 210 km au sud-est de Prague.
La commune est limitée au nord par Perná, à l'est par Klentnice, au sud par Mikulov et Březí, et à l'ouest par Dolní Dunajovice.

## Histoire
La première mention écrite du village date de 1322.